# Vabres-l'Abbaye
Pour les articles homonymes, voir Vabres.
Vabres-l'Abbaye est une commune française, située dans le département de l'Aveyron, en région Occitanie. Elle fait partie de l'Aire urbaine de Saint-Affrique.
Le patrimoine architectural de la commune comprend deux  immeubles protégés au titre des monuments historiques : le Palais épiscopal, inscrit en 1983, et la cathédrale Saint-Sauveur, inscrite en 1992.

## Géographie

### Localisation
Vabres-l'Abbaye est située dans la partie sud du Massif central à 300 mètres d'altitude. Elle est située en banlieue de l'agglomération urbaine de Saint-Affrique.

### Communes limitrophes
Vabres-l'Abbaye est limitrophe de six autres communes.
Les communes limitrophes sont  Calmels-et-le-Viala, Gissac, Montlaur, Rebourguil, Saint-Affrique et Saint-Juéry.

### Géologie et relief
La superficie de la commune est de 4 136 hectares ; son altitude varie de 299  à   730 mètres.

### Hydrographie

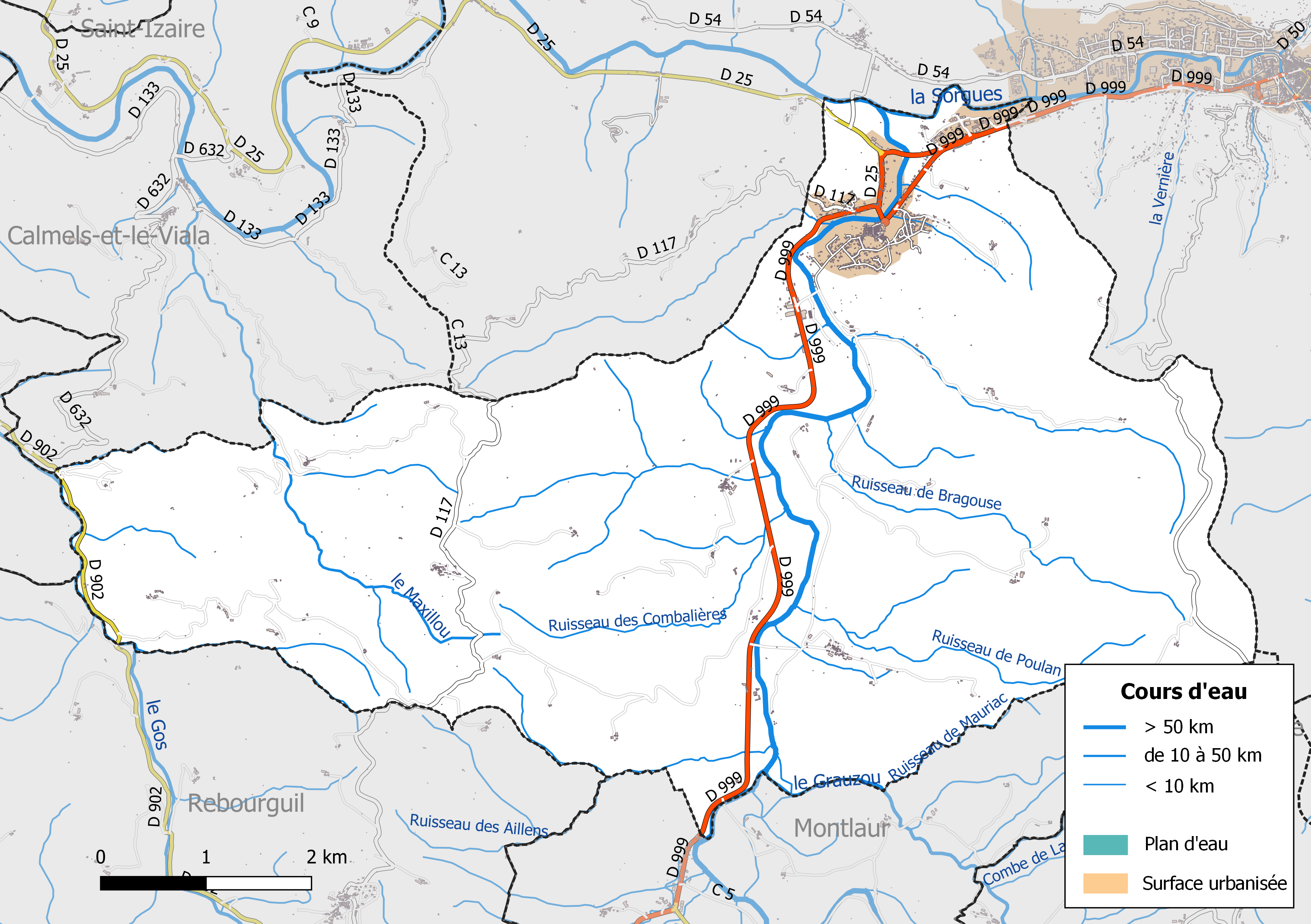
Réseaux hydrographique et routier de Vabres-l'Abbaye.

La commune est drainée par le Dourdou de Camarès, la Sorgues, le Gos, le Grauzou, le Maxillou, le ruisseau de Bragouse, le ruisseau de Grays, le ruisseau de Mauriac, le ruisseau de Poulan, le ruisseau des Aillens, le ruisseau des Combalières, le ruisseau de Teyssonnières et par divers petits cours d'eau.
Le Dourdou de Camarès, d'une longueur totale de 86,8 km, prend sa source dans la commune de Murat-sur-Vèbre (81) et se jette  dans le Tarn à Saint-Izaire, après avoir arrosé 13 communes.
La Sorgues, d'une longueur totale de 46,4 km, prend sa source dans la commune de Cornus et se jette  dans le Dourdou de Camarès à Vabres-l'Abbaye, après avoir arrosé 7 communes.
Le Gos, d'une longueur totale de 17 km, prend sa source dans la commune de Saint-Juéry et se jette  dans lele Rance à Plaisance, après avoir arrosé 4 communes.
Le Grauzou, d'une longueur totale de 14,1 km, prend sa source dans la commune de Gissac et se jette  dans le Dourdou de Camarès à Vabres-l'Abbaye, après avoir arrosé 4 communes.

### Climat
Pour des articles plus généraux, voir Climat de l'Occitanie et Climat de l'Aveyron.
En 2010, le climat de la commune est de type climat méditerranéen altéré, selon une étude s'appuyant sur une série de données couvrant la période 1971-2000. En 2020, Météo-France publie une typologie des climats de la France métropolitaine dans laquelle la commune est exposée à un climat de montagne et est dans la région climatique Sud-est du Massif Central, caractérisée par une pluviométrie annuelle de 1 000 à 1 500 mm, minimale en été, maximale en automne.
Pour la période 1971-2000, la température annuelle moyenne est de 12,7 °C, avec une amplitude thermique annuelle de 15,8 °C. Le cumul annuel moyen de précipitations est de 913 mm, avec 10,1 jours de précipitations en janvier et 5,1 jours en juillet. Pour la période 1991-2020, la température moyenne annuelle observée sur la station météorologique la plus proche, située sur la commune de Montlaur à 7 km à vol d'oiseau, est de 12,5 °C et le cumul annuel moyen de précipitations est de 705,4 mm,. Pour l'avenir, les paramètres climatiques de la commune estimés pour 2050 selon différents scénarios d'émission de gaz à effet de serre sont consultables sur un site dédié publié par Météo-France en novembre 2022.

### Milieux naturels et biodiversité

#### Espaces protégés
La protection réglementaire est le mode d’intervention le plus fort pour préserver des espaces naturels remarquables et leur biodiversité associée.
Dans ce cadre, la commune fait partie d'un espace protégé, le Parc naturel régional des Grands Causses, créé en 1995 et d'une superficie de 327 937 ha, s'étend sur 97 communes. Ce territoire rural habité, reconnu au niveau national pour sa forte valeur patrimoniale et paysagère, s’organise autour d’un projet concerté de développement durable, fondé sur la protection et la valorisation de son patrimoine,,.

#### Zones naturelles d'intérêt écologique, faunistique et floristique
L’inventaire des zones naturelles d'intérêt écologique, faunistique et floristique (ZNIEFF) a pour objectif de réaliser une couverture des zones les plus intéressantes sur le plan écologique, essentiellement dans la perspective d’améliorer la connaissance du patrimoine naturel national et de fournir aux différents décideurs un outil d’aide à la prise en compte de l’environnement dans l’aménagement du territoire.
Le territoire communal de Vabres-l'Abbaye comprend deux ZNIEFF de type 1,, 
le « Bois de Sainte-Catherine et sources des Pascals, de la Pise et du Mas de Ferrières » (255,10 ha) ;
et le « Rougier de la Vigne vieille » (25,1 ha), couvrant 2 communes du département
et une ZNIEFF de type 2,, 
le « Rougier de Camarès » (56 714 ha), qui s'étend sur 33 communes dont 32 dans l'Aveyron et 1 dans l'Hérault.

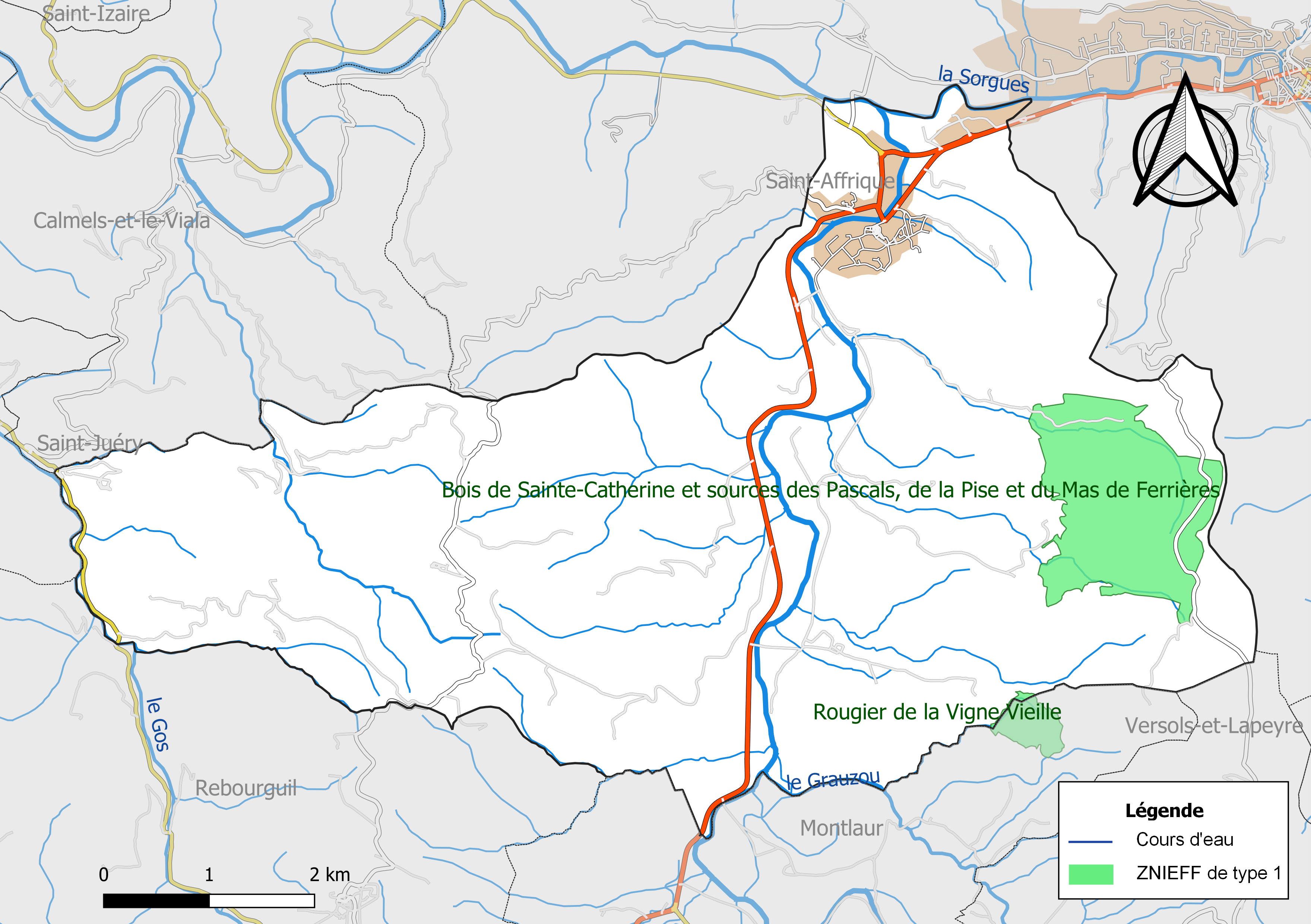
Carte des ZNIEFF de type 1 de la commune.
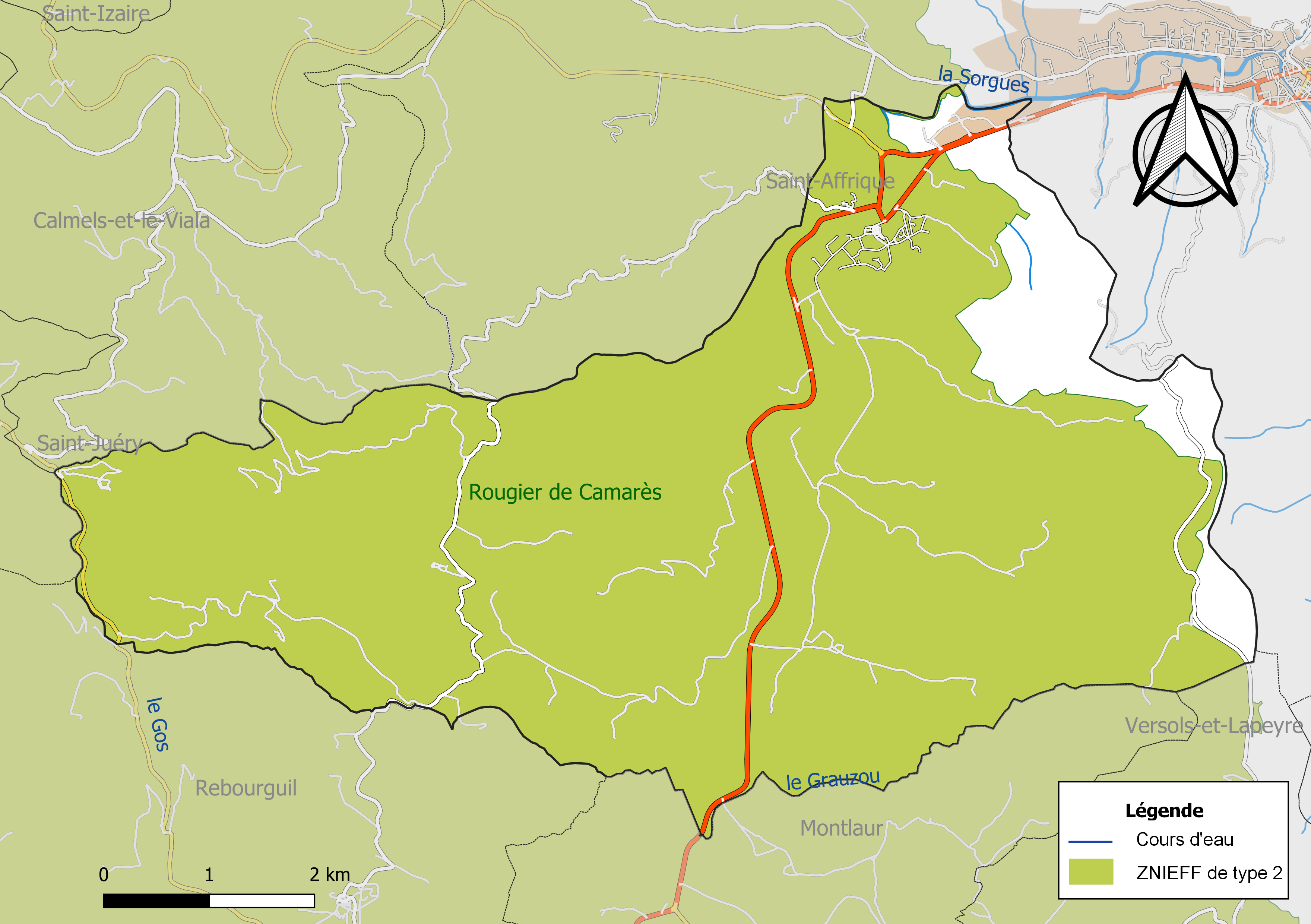
Carte de la ZNIEFF de type 2 de la commune.

## Urbanisme

### Typologie
Au 1er janvier 2024, Vabres-l'Abbaye est catégorisée bourg rural, selon la nouvelle grille communale de densité à 7 niveaux définie par l'Insee en 2022.
Elle appartient à l'unité urbaine de Saint-Affrique, une agglomération intra-départementale dont elle est une commune de la banlieue,. Par ailleurs la commune fait partie de l'aire d'attraction de Saint-Affrique, dont elle est une commune de la couronne,. Cette aire, qui regroupe 16 communes, est catégorisée dans les aires de moins de 50 000 habitants,.

### Occupation des sols

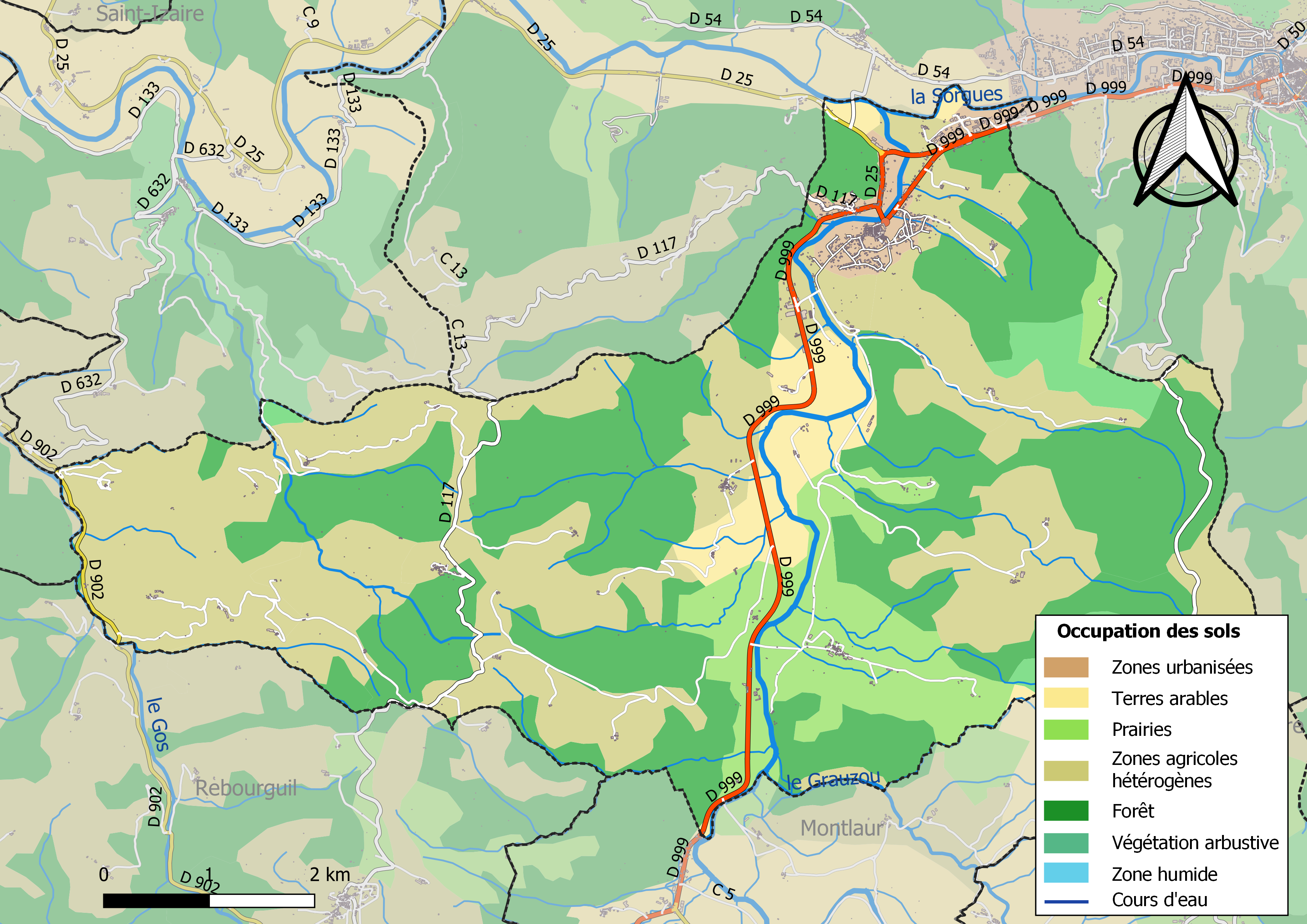
Infrastructures et occupation des sols de la commune de Vabres-l'Abbaye.

L'occupation des sols de la commune, telle qu'elle ressort de la base de données européenne d’occupation biophysique des sols Corine Land Cover (CLC), est marquée par l'importance des territoires agricoles (52,9 % en 2018), une proportion sensiblement équivalente à celle de 1990 (53,3 %). La répartition détaillée en 2018 est la suivante : 
forêts (42 %), zones agricoles hétérogènes (38,3 %), prairies (9,4 %), terres arables (5,2 %), milieux à végétation arbustive et/ou herbacée (2,6 %), zones urbanisées (2 %), zones industrielles ou commerciales et réseaux de communication (0,5 %).

### Planification
La loi SRU du 13 décembre 2000 a incité fortement les communes à se regrouper au sein d’un établissement public, pour déterminer les partis d’aménagement de l’espace au sein d’un SCoT, un document essentiel d’orientation stratégique des politiques publiques à une grande échelle. La commune est dans le territoire du SCoT du Parc naturel régional des Grands Causses, approuvé le vendredi 7 juillet 2017 par le comité syndical et mis à l’enquête publique en décembre 2019. La structure porteuse est le Pôle d'équilibre territorial et rural du PNR des Grands Causses, qui associe huit communautés de communes, notamment la communauté de communes Saint Affricain, Roquefort, Sept Vallons, dont la commune est membre.
La commune disposait en 2017 d'un plan local d'urbanisme en révision. Le zonage réglementaire et le règlement associé peuvent être consultés sur le Géoportail de l'urbanisme.

### Hameaux et Lieux Dits
La commune comprend également les villages de Rayssac et Ségonzac, le hameau de Salmanac et les lieux-dits du Bourguet, Balros, La Môle, Dourbie, Mas de Ferrières, Mas de Cadenet, Mas de Poumet, Le Montet, Le Rial, La Pise, Les Pascals, Bias le haut, Bias le bas, Saint Louis, Les Combes, L’Hôpital, Brousettes, Brousses, Le Mazet, Mas de Pause, La Saussière, Mas de Bastide, Mas de Thuries, Mas de Janis, Mas de Valat, Mas de Capus, Salvagnac, Sarradials, Castelbou, Le Pradinas, Rounac, Parrache, Mas Imbert, Les Aires, La Gariette, Le Bousquet, La Blaquière, Le Vivarlet, Le Miral, Mas de Rouget et Le Taillerou.

### Risques majeurs
Le territoire de la commune de Vabres-l'Abbaye est vulnérable à différents aléas naturels : inondations, climatiques (hiver exceptionnel ou canicule), feux de forêts et séisme (sismicité très faible).
Il est également exposé à deux risques particuliers, les risques radon et minier,.

#### Risques naturels

Zones inondables de la commune de Vabres-l'Abbaye.

Certaines parties du territoire communal sont susceptibles d’être affectées par le risque d’inondation par débordement de la Sorgues et le Dourdou de Camarès. Les dernières grandes crues historiques, ayant touché plusieurs parties du département, remontent aux 3 et 4 décembre 2003 (dans les bassins du Lot, de l'Aveyron, du Viaur et du Tarn) et au 28 novembre 2014 (bassins de la Sorgues et du Dourdou). Ce risque est pris en compte dans l'aménagement du territoire de la commune par le biais du Plan de prévention du risque inondation (PPRI) du bassin du bassin de la « Sorgues et du Dourdou de Camarès aval », approuvé le 23 mai 2017.
Le Plan départemental de protection des forêts contre les incendies découpe le département de l’Aveyron en sept « bassins de risque » et définit une sensibilité des communes à l’aléa feux de forêt (de faible à très forte). La commune est classée en sensibilité forte.

#### Risques particuliers
La commune est concernée par le risque minier, principalement lié à l’évolution des cavités souterraines laissées à l’abandon et sans entretien après l’exploitation des mines.
Dans plusieurs parties du territoire national, le radon, accumulé dans certains logements ou autres locaux, peut constituer une source significative d’exposition de la population aux rayonnements ionisants. Toutes les communes du département sont concernées par le risque radon à un niveau plus ou moins élevé. Selon le dossier départemental des risques majeurs du département établi en 2013, la commune de Vabres-l'Abbaye est classée à risque moyen à élevé. Un décret du 4 juin 2018 a modifié la terminologie du zonage définie dans le code de la santé publique et a été complété par un arrêté du 27 juin 2018 portant délimitation des zones à potentiel radon du territoire français. La commune est désormais en zone 3, à savoir zone à potentiel radon significatif.

## Toponymie
Le nom de la localité est attesté sous la forme villa Vabra en 869 et en 870.
Villa Vabra porte un nom gaulois, basé sur la racine *uabero-, signifiant "ruisseau". L'abbaye autour de laquelle le village de Vabres s'est développé se trouve effectivement sur la rivière, le Dourdou.
C'est cette abbaye qui explique qu'en 1955, le nom de la commune est devenu officiellement Vabres-l'Abbaye.

## Histoire

### Moyen Âge
En 862, le comte de Toulouse Raymond Ier donne ses terres de Vabres à une communauté de moines bénédictins qui fondent l'abbaye de Vabres. En 1317, le second pape d'Avignon, Jean XXII, choisit l'abbaye de Vabres comme siège d'un nouveau diocèse, celui de Rodez étant jugé trop vaste. Le diocèse de Vabres se compose alors de 130 paroisses prises au diocèse de Rodez. La création de cet évêché entraîna la création d'un chapitre et la construction d'une cathédrale.

### Époque moderne
En 1568, des bandes armées calvinistes commandées par Jacques de Crussol d'Uzès (1540-1584), duc d'Uzès, prennent la cité d'assaut, pillent le monastère et la ville, rançonnent les habitants, brûlent toutes les archives, volent les trésors et les métaux précieux, puis détruisent la cathédrale, le Palais épiscopal, et incendient la ville. En 1790, l'évêché de Vabres est supprimé, puis la cathédrale dévastée pour la seconde fois en 1793 pendant la Révolution française par le général Lamarque (1770-1832) qui a fait démonter les marbres de l'autel pour édifier un monument à la gloire de Marat.

## Politique et administration

### Découpage territorial
La commune de Vabres-l'Abbaye est membre de la communauté de communes Saint Affricain, Roquefort, Sept Vallons, un établissement public de coopération intercommunale (EPCI) à fiscalité propre créé le 1er janvier 2017 dont le siège est à Vabres-l'Abbaye. Ce dernier est par ailleurs membre d'autres groupements intercommunaux.
Sur le plan administratif, elle est rattachée à l'arrondissement de Millau, au département de l'Aveyron et à la région Occitanie. Sur le plan électoral, elle dépend du  canton de Saint-Affrique pour l'élection des conseillers départementaux, depuis le redécoupage cantonal de 2014 entré en vigueur en 2015, et de la troisième circonscription de l'Aveyron  pour les élections législatives, depuis le dernier découpage électoral de 2010.

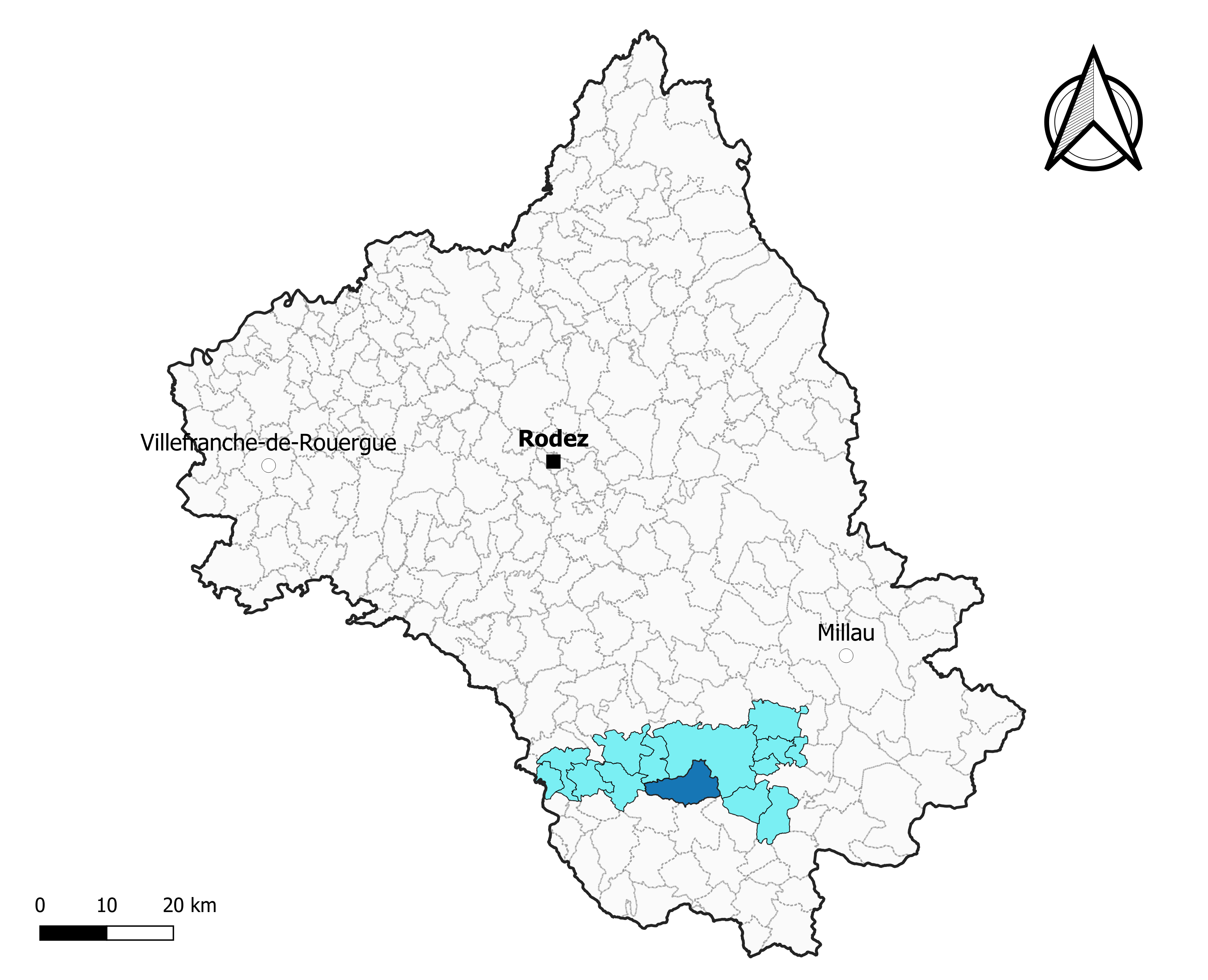
Vabres-l'Abbaye dans l'intercommunalité en 2020.
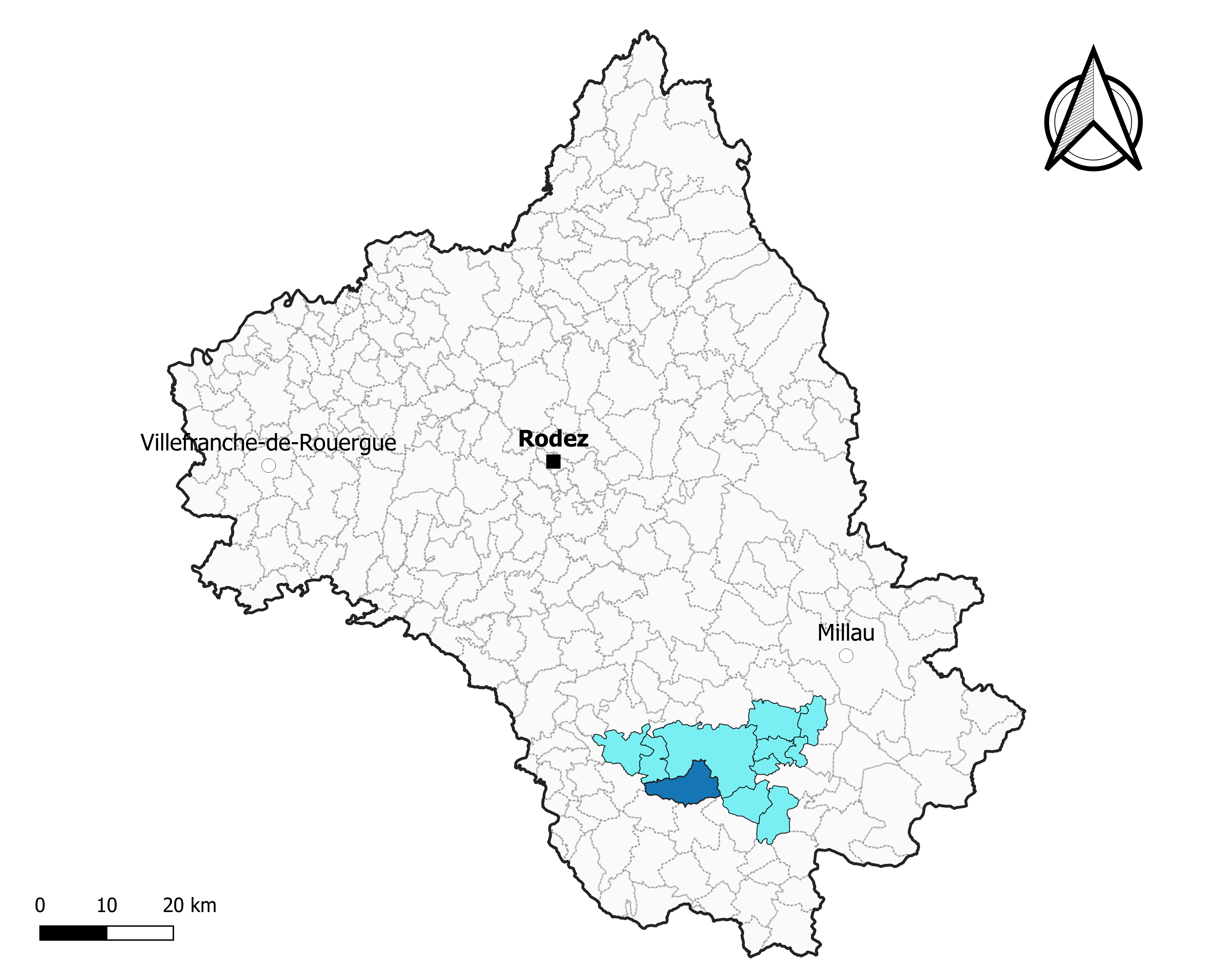
Vabres-l'Abbaye dans le canton de Saint-Affrique en 2020.
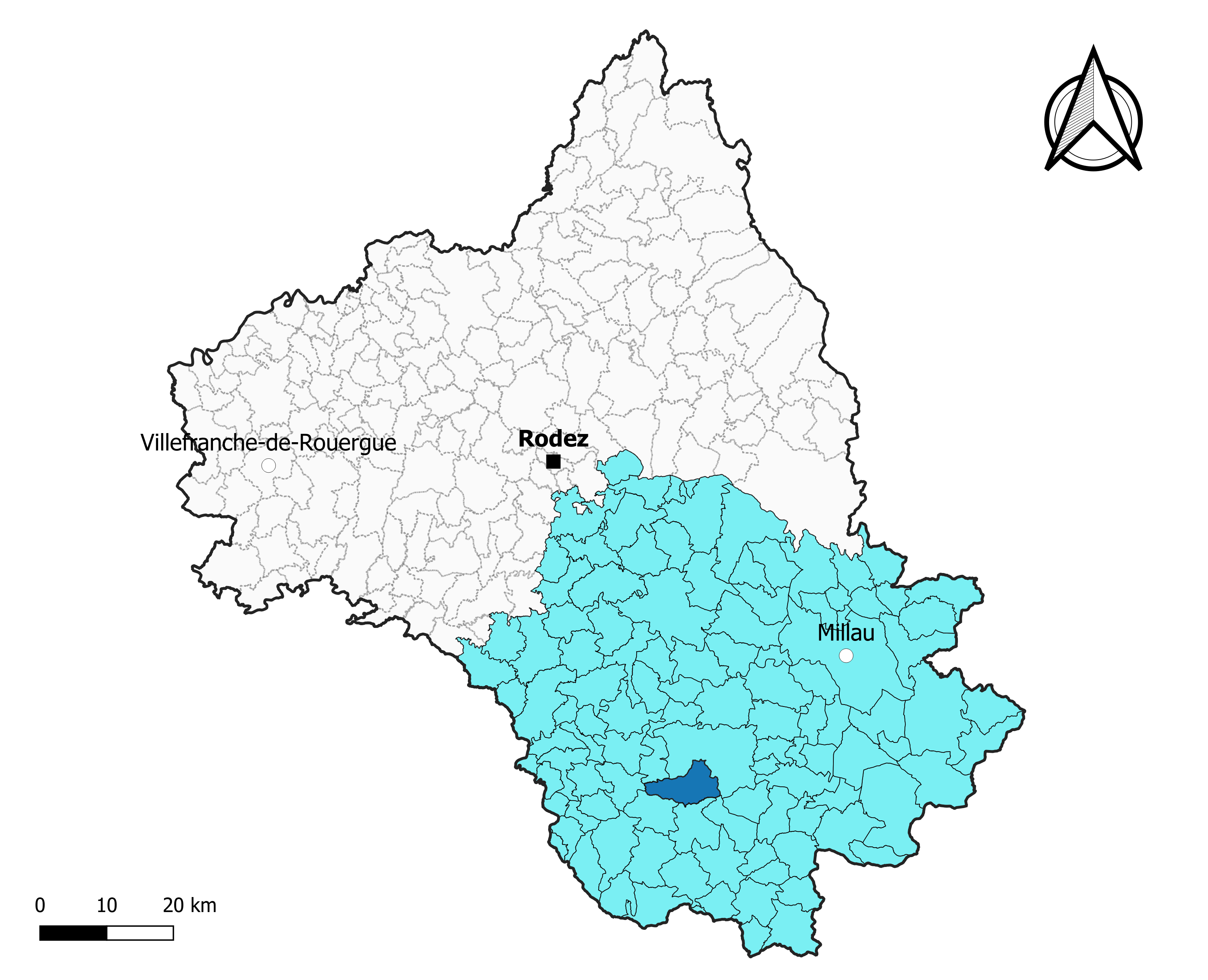
Vabres-l'Abbaye dans l'arrondissement de Millau en 2020.

### Élections municipales et communautaires

#### Élections de 2020
Le conseil municipal de Vabres-l'Abbaye, commune de plus de 1 000 habitants, est élu au scrutin proportionnel de liste à deux tours (sans aucune modification possible de la liste), pour un mandat de six ans renouvelable. Compte tenu de la population communale, le nombre de sièges à pourvoir lors des élections municipales de 2020 est de 15. Les quinze conseillers municipaux sont élus au premier tour avec un taux de participation de 51,49 %, issus de la seule liste candidate, conduite par Frédéric Artis. Frédéric Artis est élu nouveau maire de la commune le 27 mai 2020.
Les quatre sièges attribués à la commune au sein du conseil communautaire de la communauté de communes Saint Affricain, Roquefort, Sept Vallons sont alloués à la liste de Frédéric Artis.
Le nombre d'habitants au recensement de 2017 étant compris entre 500 et 1 499 habitants, le nombre de membres du conseil municipal pour l'élection de 2020 est de quinze,.

##### Liste des maires
| Période                                  | Période  | Identité          | Étiquette     | Qualité                         |
| ---------------------------------------- | -------- | ----------------- | ------------- | ------------------------------- |
| 1950                                     | 1971     | Joseph Granier    | DVG           | Maraîcher                       |
| 1971                                     | 1988     | Joseph Malric     | DVD           |                                 |
| 1988                                     | 1989     | Pierre Favre      | DVD           |                                 |
| 1989                                     | 1995     | Jean-Marie Durand | PS            |                                 |
| 1995                                     | 2020     | Michel Bernat     | DVD puis LREM | Responsable commercial retraité |
| 2020                                     | En cours | Frédéric Artis    |               | Chef d'entreprise de maçonnerie |
| Les données manquantes sont à compléter. |          |                   |               |                                 |

## Population et société

### Démographie
L'évolution du nombre d'habitants est connue à travers les recensements de la population effectués dans la commune depuis 1793. Pour les communes de moins de 10 000 habitants, une enquête de recensement portant sur toute la population est réalisée tous les cinq ans, les populations de référence des années intermédiaires étant quant à elles estimées par interpolation ou extrapolation. Pour la commune, le premier recensement exhaustif entrant dans le cadre du nouveau dispositif a été réalisé en 2007.

En 2022, la commune comptait 1 209 habitants, en évolution de +1,6 % par rapport à 2016 (Aveyron : +0,37 %, France hors Mayotte : +2,11 %).
| 1793 | 1800 | 1806  | 1821  | 1831  | 1836  | 1841  | 1846  | 1851  |
| ---- | ---- | ----- | ----- | ----- | ----- | ----- | ----- | ----- |
| 731  | 770  | 1 334 | 1 524 | 1 667 | 1 633 | 1 211 | 1 208 | 1 278 |

| 1856  | 1861  | 1866  | 1872  | 1876  | 1881  | 1886  | 1891  | 1896  |
| ----- | ----- | ----- | ----- | ----- | ----- | ----- | ----- | ----- |
| 1 279 | 1 335 | 1 522 | 1 331 | 1 360 | 1 401 | 1 397 | 1 360 | 1 300 |

| 1901  | 1906  | 1911  | 1921 | 1926 | 1931 | 1936 | 1946 | 1954 |
| ----- | ----- | ----- | ---- | ---- | ---- | ---- | ---- | ---- |
| 1 263 | 1 183 | 1 142 | 966  | 947  | 898  | 900  | 850  | 790  |

| 1962 | 1968 | 1975 | 1982 | 1990  | 1999  | 2006  | 2007  | 2012  |
| ---- | ---- | ---- | ---- | ----- | ----- | ----- | ----- | ----- |
| 756  | 722  | 732  | 882  | 1 111 | 1 085 | 1 104 | 1 106 | 1 158 |

| 2017  | 2022  | - | - | - | - | - | - | - |
| ----- | ----- | - | - | - | - | - | - | - |
| 1 200 | 1 209 | - | - | - | - | - | - | - |

| selon la population municipale des années : | 1968 | 1975 | 1982 | 1990 | 1999 | 2006 | 2009 | 2013 |
| Rang de la commune dans le département      | 91   | 83   | 73   | 46   | 46   | 45   | 46   | 43   |
| Nombre de communes du département           | 306  | 303  | 304  | 304  | 304  | 304  | 304  | 304  |

## Économie

### Revenus
En 2018  (données Insee publiées en septembre 2021), la commune compte 501 ménages fiscaux, regroupant 1 176 personnes. La médiane du revenu disponible par unité de consommation est de 21 580 € (20 640 € dans le département).

### Emploi
| Division       | 2008  | 2013  | 2018  |
| -------------- | ----- | ----- | ----- |
| Commune        | 3,3 % | 4,7 % | 7 %   |
| Département    | 5,4 % | 7,1 % | 7,1 % |
| France entière | 8,3 % | 10 %  | 10 %  |

En 2018, la population âgée de 15 à 64 ans s'élève à 712 personnes, parmi lesquelles on compte 77,9 % d'actifs (70,8 % ayant un emploi et 7 % de chômeurs) et 22,1 % d'inactifs,. Depuis 2008, le taux de chômage communal (au sens du recensement) des 15-64 ans est inférieur à celui de la France et du département.
La commune fait partie de la couronne de l'aire d'attraction de Saint-Affrique, du fait qu'au moins 15 % des actifs travaillent dans le pôle,. Elle compte 351 emplois en 2018, contre 355 en 2013 et 348 en 2008. Le nombre d'actifs ayant un emploi résidant dans la commune est de 511, soit un indicateur de concentration d'emploi de 68,7 % et un taux d'activité parmi les 15 ans ou plus de 56,9 %.
Sur ces 511 actifs de 15 ans ou plus ayant un emploi, 159 travaillent dans la commune, soit 31 % des habitants. Pour se rendre au travail, 87 % des habitants utilisent un véhicule personnel ou de fonction à quatre roues, 1,8 % les transports en commun, 5,9 % s'y rendent en deux-roues, à vélo ou à pied et 5,3 % n'ont pas besoin de transport (travail au domicile).

### Activités hors agriculture

#### Secteurs d'activités
115 établissements sont implantés  à Vabres-l'Abbaye au 31 décembre 2019. Le tableau ci-dessous en détaille le nombre par secteur d'activité et compare les ratios avec ceux du département,.
| Secteur d'activité                                                                                        | Commune | Commune | Département |
| Secteur d'activité                                                                                        | Nombre  | %       | %           |
| --- | ------- | ------- | ----------- |
| Ensemble                                                                                                  | 115     |         |             |
| Industrie manufacturière, industries extractives et autres                                                | 22      | 19,1 %  | (17,7 %)    |
| Construction                                                                                              | 13      | 11,3 %  | (13 %)      |
| Commerce de gros et de détail, transports, hébergement et restauration                                    | 38      | 33 %    | (27,5 %)    |
| Activités financières et d'assurance                                                                      | 4       | 3,5 %   | (3,4 %)     |
| Activités immobilières                                                                                    | 6       | 5,2 %   | (4,2 %)     |
| Activités spécialisées, scientifiques et techniques et activités de services administratifs et de soutien | 14      | 12,2 %  | (12,4 %)    |
| Administration publique, enseignement, santé humaine et action sociale                                    | 10      | 8,7 %   | (12,7 %)    |
| Autres activités de services                                                                              | 8       | 7 %     | (7,8 %)     |

Le secteur du commerce de gros et de détail, des transports, de l'hébergement et de la restauration est prépondérant sur la commune puisqu'il représente 33 % du nombre total d'établissements de la commune (38 sur les 115 entreprises implantées  à Vabres-l'Abbaye), contre 27,5 % au niveau départemental.

#### Entreprises
Les cinq entreprises ayant leur siège social sur le territoire communal qui génèrent le plus de chiffre d'affaires en 2020 sont : 
- Groupe Challenge Pneus, entretien et réparation de véhicules automobiles légers (9 837 k€)
- SARL Challenge Pneus Maury, commerce de gros d'équipements automobiles (4 786 k€)
- Jardinerie Fleuristerie Fizes, commerce de détail de fleurs, plantes, graines, engrais, animaux de compagnie et aliments pour ces animaux en magasin spécialisé (1 449 k€)
- Verdie Sud, transports routiers réguliers de voyageurs (606 k€)
- Holding Fourgassie, activités des sociétés holding (74 k€)

### Agriculture
La commune est dans les Monts de Lacaune, une petite région agricole occupant le sud du département de l'Aveyron. En 2020, l'orientation technico-économique de l'agriculture  sur la commune est l'élevage d'ovins ou de caprins.
|               | 1988  | 2000  | 2010 | 2020  |
| ------------- | ----- | ----- | ---- | ----- |
| Exploitations | 43    | 32    | 11   | 26    |
| SAU (ha)      | 1 640 | 1 859 | 642  | 1 499 |

Le nombre d'exploitations agricoles en activité et ayant leur siège dans la commune est passé de 43 lors du recensement agricole de 1988  à 32 en 2000 puis à 11 en 2010 et enfin à 26 en 2020, soit une baisse de 40 % en 32 ans. Le même mouvement est observé à l'échelle du département qui a perdu pendant cette période 51 % de ses exploitations,. La surface agricole utilisée sur la commune a également diminué, passant de 1 640 ha en 1988 à 1 499 ha en 2020. Parallèlement la surface agricole utilisée moyenne par exploitation a augmenté, passant de 38 à 58 ha.

### Enseignement
Vabres-l'Abbaye fait partie de l'académie de Toulouse.
Le village dispose de deux écoles primaires : l’école publique « Jean de la Fontaine » et l’école privée « La Sainte Famille ».

### Culture et festivités
- Ancienne fête votive, la fête de Vabres a lieu le 1er week-end de juillet.

### Activités sportives
Chasse, pétanque, randonnée pédestre,football.

## Culture locale et patrimoine

### Édifices religieux
- Palais épiscopal de Vabres-l'Abbaye  Inscrit MH (1983)[61].
- Cathédrale Saint-Sauveur de Vabres-l'Abbaye  Inscrit MH (1992)[62] : gothique languedocien XVe, restaurée XVIe et XVIIIe, grande nef à chapelles latérales, chevet plat, autel et retable XVIIe, chaire en bois sculpté, orgue Jean-Baptiste Micot 1761.
- Abbaye de Vabres.

- Église Saint-Rémy de Rayssac.
- Église Saint-Roch de Ségonzac.

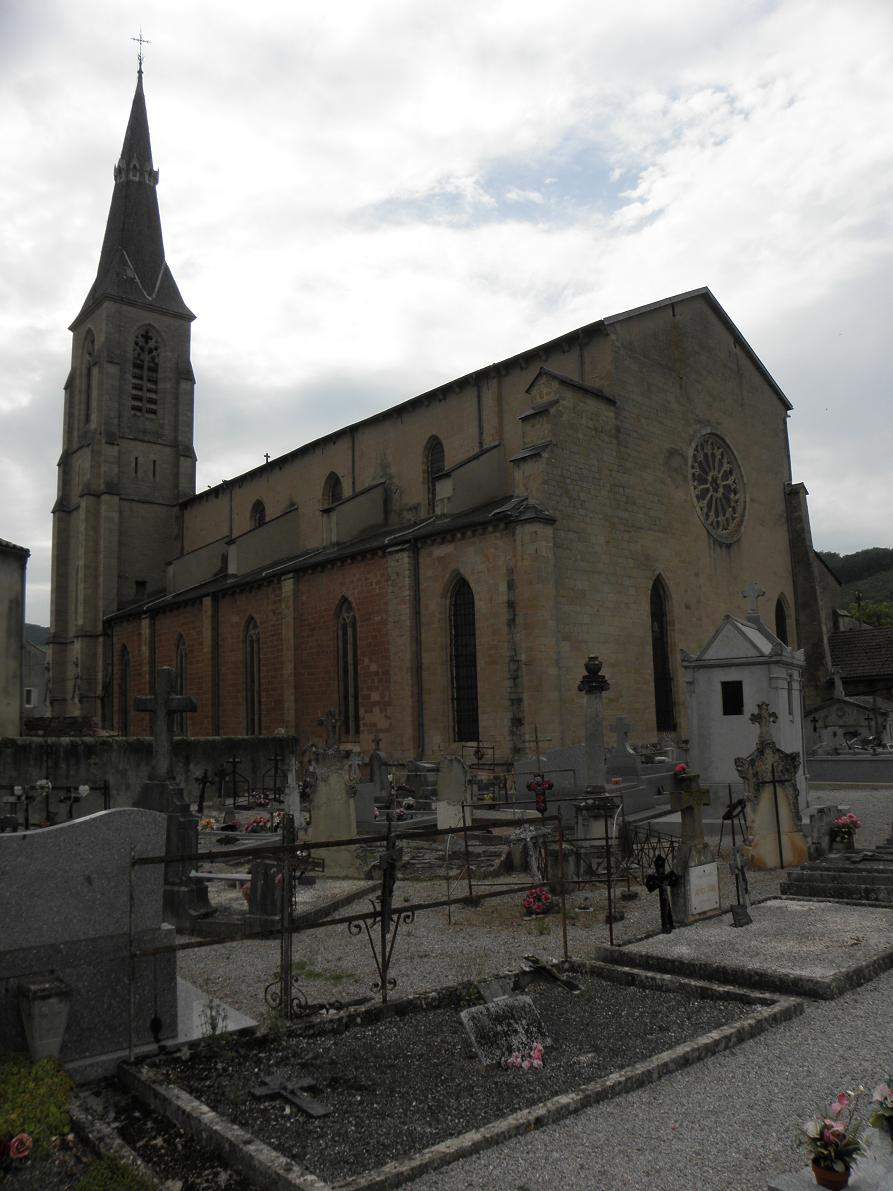
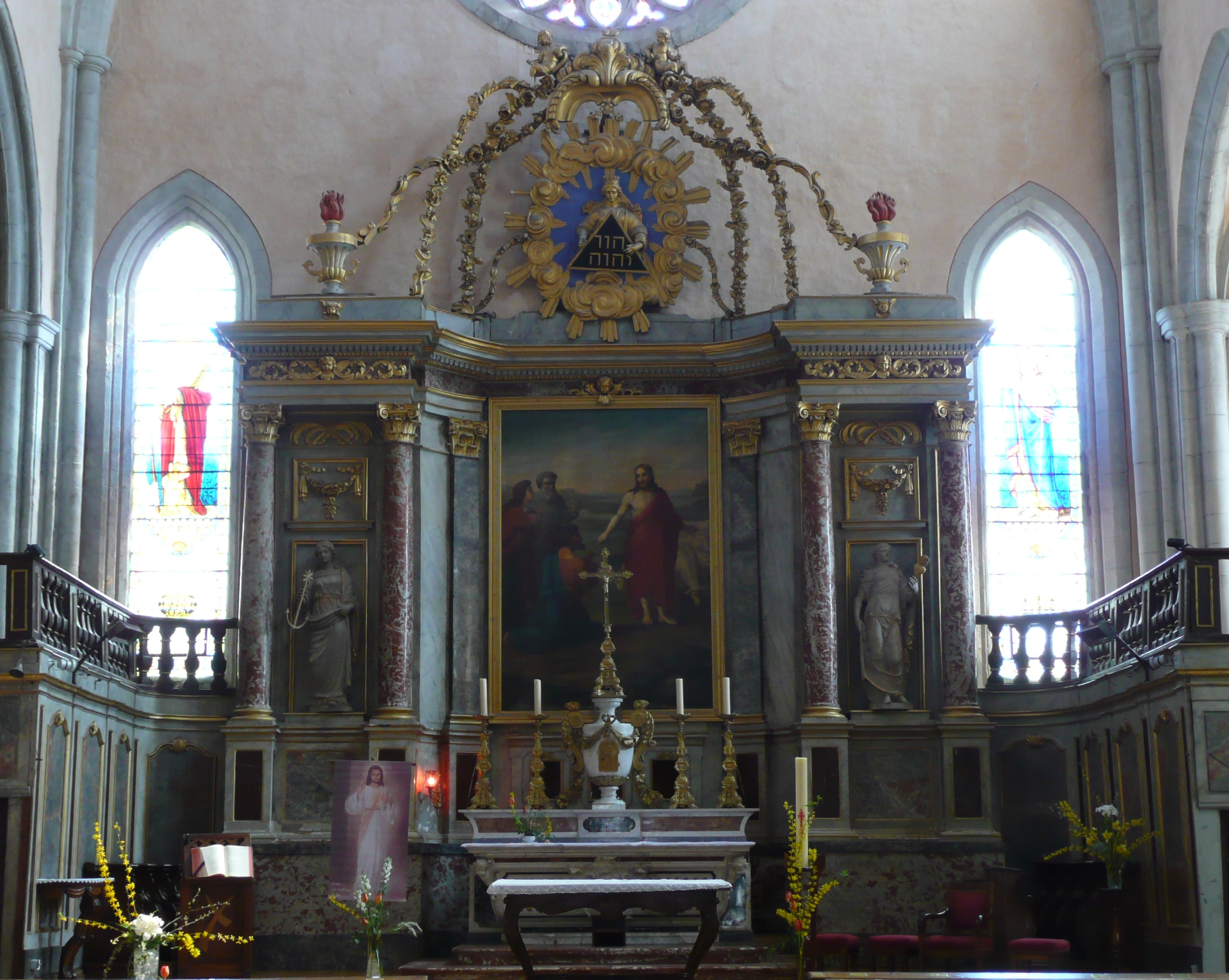
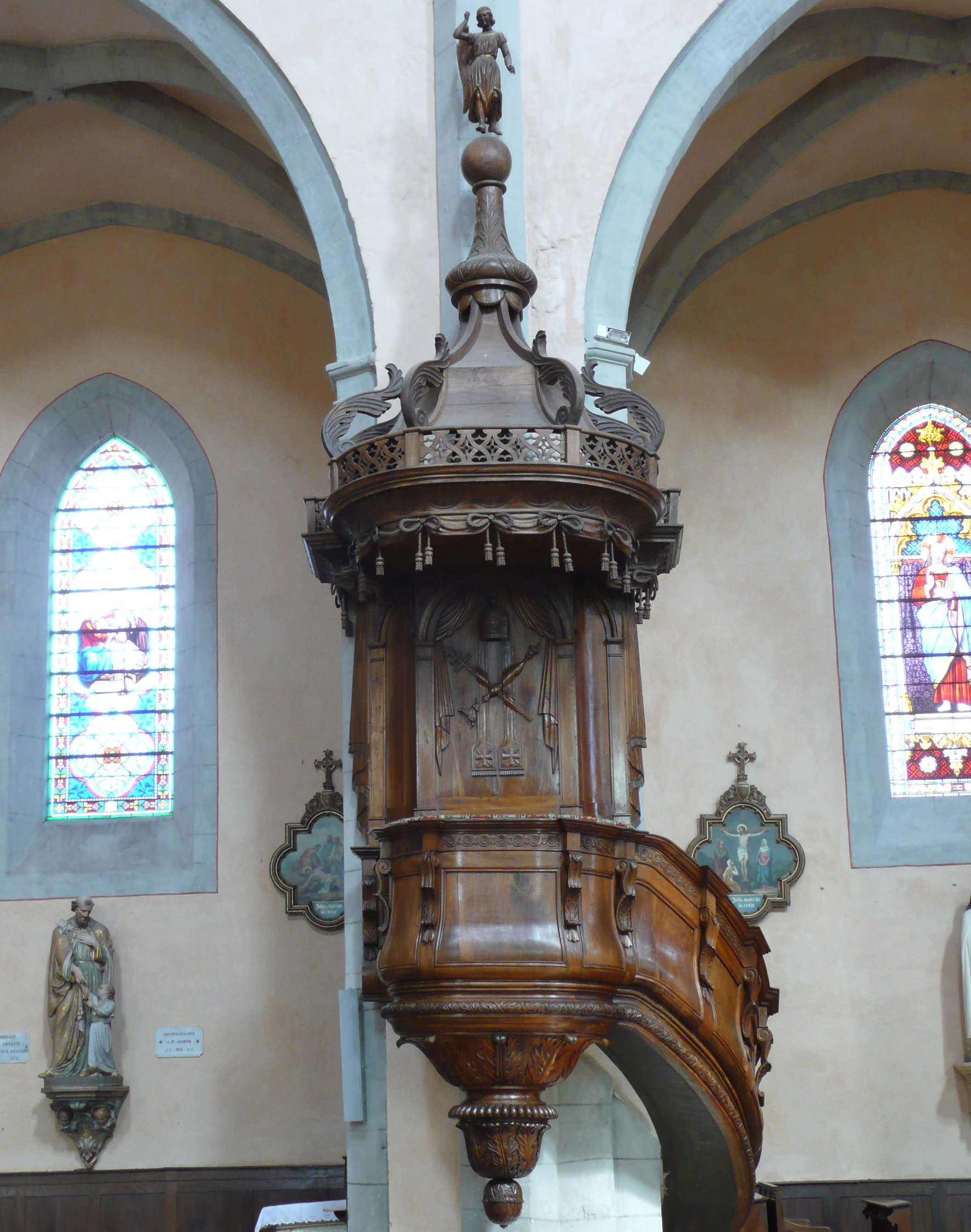
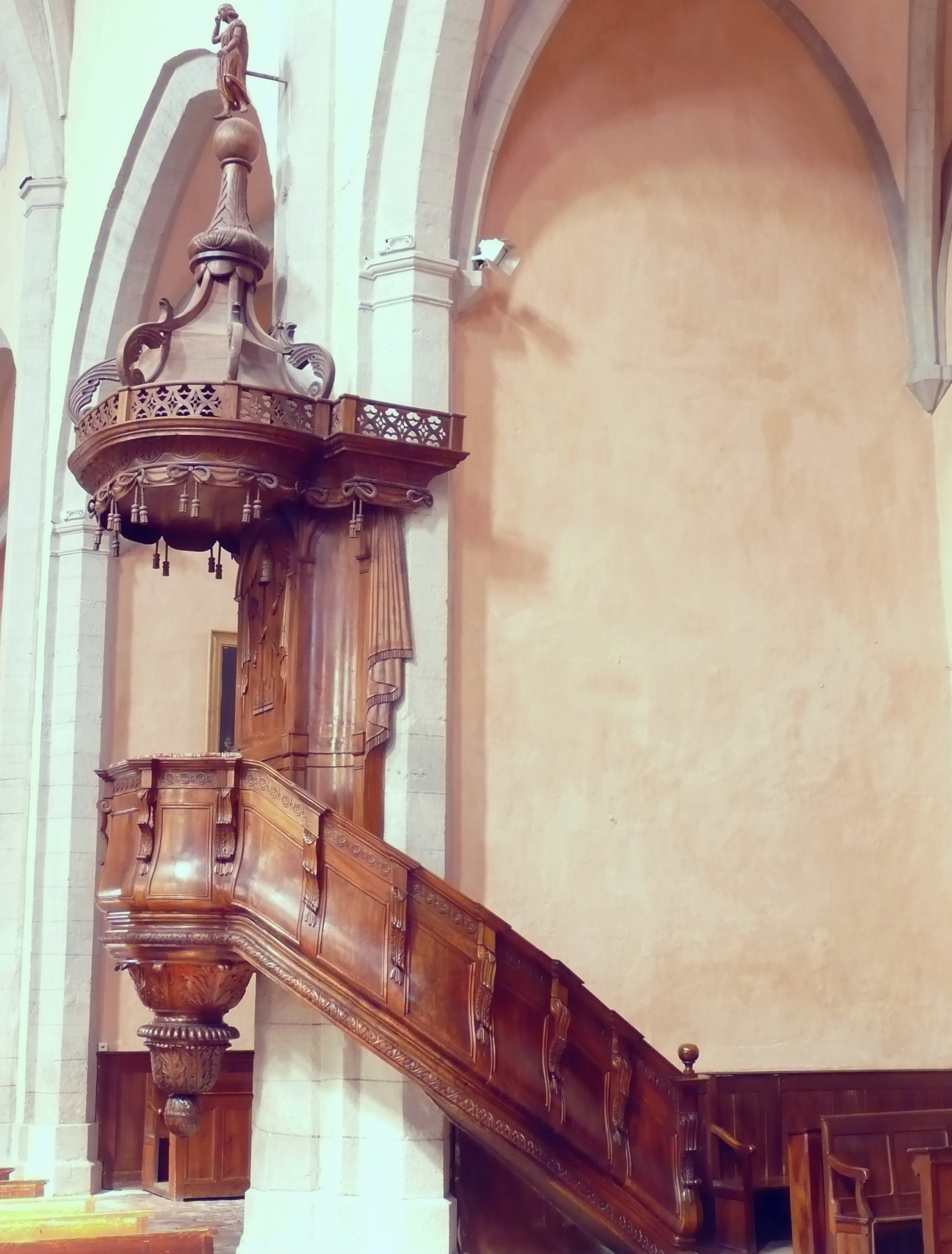
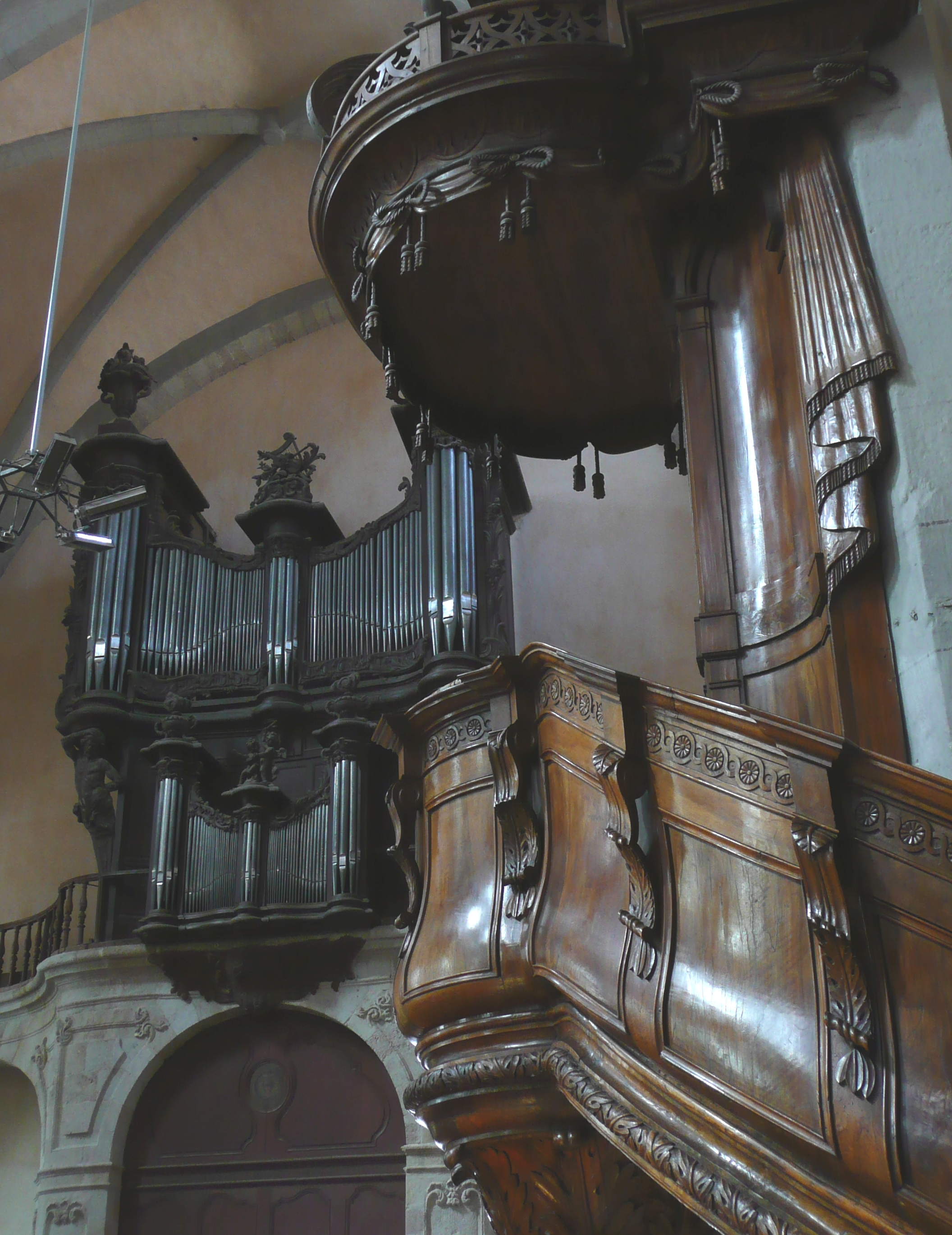

- La chapelle Saint-Privat de Salmanac.

### Édifices civils
- Pont-Vieux XIIIe siècle.
- Pont-Neuf 1734.
- La statue-menhir de Saumecourte III a été trouvée sur la commune. L'original est exposé à la Maison de la Mémoire de Saint-Affrique.

Une copie en grès a été dressée près du lieu de la découverte dans le Bois de Puech Redon. Les deux autres statues-menhirs dites de Saumecourte I et Ii ont été trouvées sur le territoire de la commune limitrophe de Montlaur.

### Personnalités liées à la commune
- Liste des évêques de Vabres
- Isaac Habert (théologien)
- Louis Armand (1854-1921), spéléologue français, né à Parrache. Le 19 septembre 1897, il est le premier à descendre dans l'aven Armand, qui porte son nom.
- Caroline Lopez, championne de France de natation en eaux libres en 2004.

### Héraldique
| Blason de Vabres-l'Abbaye | Blason  | De sinople à une croix cléchée, pommetée de douze pièces d'or et remplie de gueules d'où est issant un léopard lionné du même, cachant la branche dextre de la croix et partiellement celle du chef. |
| Blason de Vabres-l'Abbaye | Détails | * Il y a là non-respect de la règle de contrariété des couleurs : ces armes sont fautives (gueules sur sinople). Adopté vers 1989-1991.                                                              |
| Blason de Vabres-l'Abbaye | Alias   | D'azur à trois fleurs de lys d'argent. |